# A16 (Frankrijk)
De A16 is een 312 kilometer lange autosnelweg gelegen in Frankrijk tussen L'Isle-Adam in Val-d'Oise en Bray-Dunes in het Noorderdepartement aan de grens met België. De weg verbindt grote plaatsen als Beauvais, Amiens, Abbeville, Boulogne-sur-Mer, Calais en Duinkerke. Tussen Abbeville en Calais volgt de snelweg globaal de Kanaalkust. Tussen Calais en de Belgische grens loopt de weg op korte afstand van de Noordzee.

## Verlenging
Er zijn studies om de A16 in het zuiden te verlengen tot aan de A104.

## Tolheffing
Tussen L'Isle-Adam en Boulogne-sur-Mer is de A16 een tolweg die wordt beheerd door Sanef. Het traject tussen Boulogne-sur-Mer en België is echter tolvrij, omdat daar het beheer in handen is van de regionale overheid.

## Knooppunten
- Met de A29 bij Amiens
- Met de A28 bij Abbeville
- Met de A26 bij Calais
- Met de A216 bij Calais
- Met de Belgische A18

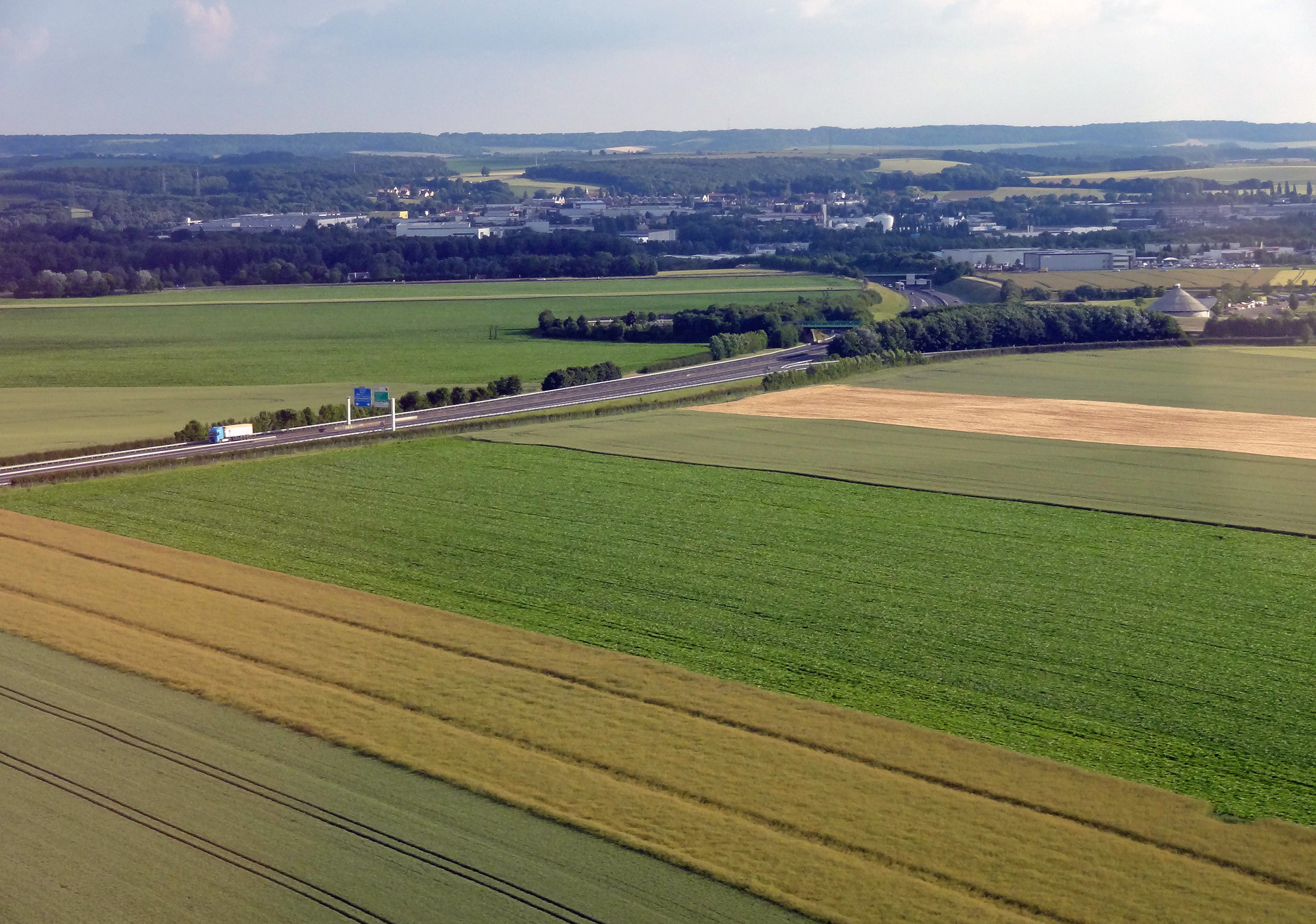
Luchtbeeld van de A16 bij Therdonne (Oise)
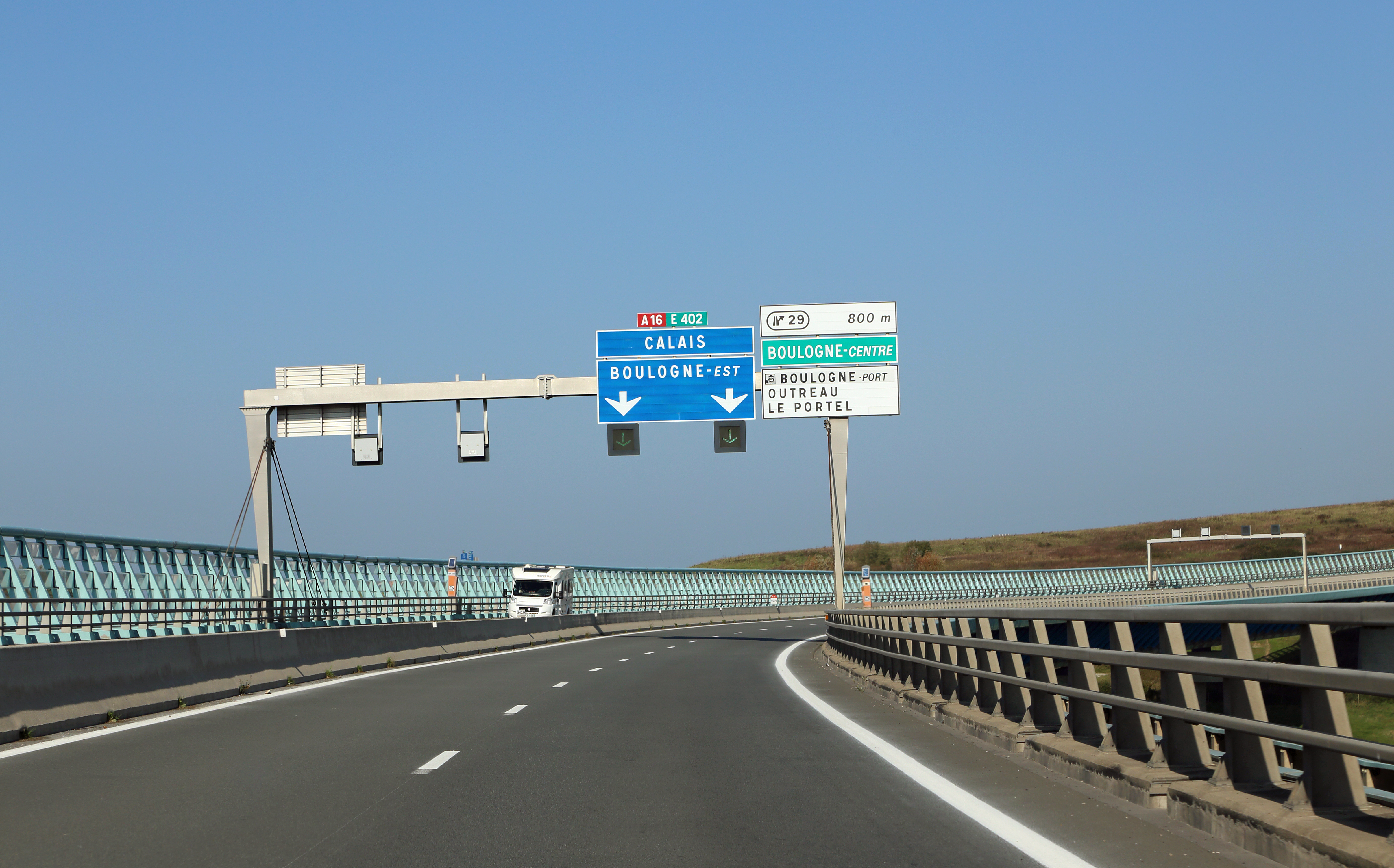
De A16 op het viaduct van Echinghen bij Boulogne-sur-Mer (Pas de Calais)